# Anfilogino Guarisi
Amphilóquio Marques Guarisi, noto anche col nome italianizzato Anfilogino Guarisi e conosciuto in Brasile come Filó (San Paolo, 26 dicembre 1905 – San Paolo, 8 giugno 1974), è stato un calciatore brasiliano naturalizzato italiano, di ruolo attaccante.
Si laureò campione del Mondo con la Nazionale italiana nel 1934.

## Carriera

### Club

#### Gli inizi
Nato da genitori italiani emigrati a San Paolo, gioca nel Corinthians prima di approdare alla Lazio nel 1931 in piena maturità atletica e dopo aver già debuttato nella selezione verdeoro.

#### Gli anni alla Lazio

Fece il suo esordio con la Lazio il 20 settembre 1931 nella trasferta in casa del Torino persa per 1-3. In poco tempo ottenne la fascia di capitano.
Anche lo staff della Nazionale italiana, che si stava preparando ai Campionati del Mondo che si dovevano tenere in Italia nel 1934, gli mise gli occhi addosso. Il selezionatore Vittorio Pozzo lo fece giocare per la prima volta con la maglia azzurra il 14 febbraio 1932 in occasione di un'agevole vittoria con la Svizzera per 3-0.
Quando, all'inizio della stagione 1934-35, approda alla corte biancoceleste il compagno di nazionale Ferraris IV, uomo dalla spiccata personalità, Guarisi decide di cedergli la fascia di capitano.
Giocando con la maglia della Lazio, Filò ha collezionato 137 partite totali (di cui 3 in Coppa Italia) e 43 gol.

### Nazionale
Ha giocato con la Seleção a metà degli anni venti collezionando 4 presenze ed una rete.
Ha quindi cominciato a giocare per l'Italia, e fu schierato nell'unica partita di qualificazione ai Mondiali 1934 giocata dagli Azzurri Italia-Grecia, disputata a Milano il 25 febbraio 1934 e vinta per 4 a 0, grazie anche ad un suo gol.
Durante la disputa del girone finale Pozzo lo schierò solo contro gli statunitensi: tale presenza gli valse il titolo di campione mondiale.
In totale Anfilogino Guarisi giocò 6 partite con la Nazionale italiana "A" e 2 con la "B".

## Statistiche

### Cronologia presenze e reti in nazionale
| Cronologia completa delle presenze e delle reti in nazionale ― Italia | Cronologia completa delle presenze e delle reti in nazionale ― Italia | Cronologia completa delle presenze e delle reti in nazionale ― Italia | Cronologia completa delle presenze e delle reti in nazionale ― Italia | Cronologia completa delle presenze e delle reti in nazionale ― Italia | Cronologia completa delle presenze e delle reti in nazionale ― Italia | Cronologia completa delle presenze e delle reti in nazionale ― Italia | Cronologia completa delle presenze e delle reti in nazionale ― Italia |
| Data                                                                  | Città                                                                 | In casa                                                               | Risultato                                                             | Ospiti                                                                | Competizione                                                          | Reti                                                                  | Note                                                                  |
| --------------------------------------------------------------------- | --------------------------------------------------------------------- | --------------------------------------------------------------------- | --------------------------------------------------------------------- | --------------------------------------------------------------------- | --------------------------------------------------------------------- | --------------------------------------------------------------------- | --------------------------------------------------------------------- |
| 14-2-1932                                                             | Napoli                                                                | Italia                                                                | 3 – 0                                                                 | Svizzera                                                              | Coppa Internazionale                                                  | -                                                                     |                                                                       |
| 22-10-1933                                                            | Budapest                                                              | Ungheria                                                              | 0 – 1                                                                 | Italia                                                                | Coppa Internazionale                                                  | -                                                                     |                                                                       |
| 3-12-1933                                                             | Firenze                                                               | Italia                                                                | 5 – 2                                                                 | Svizzera                                                              | Coppa Internazionale                                                  | -                                                                     |                                                                       |
| 11-2-1934                                                             | Torino                                                                | Italia                                                                | 2 – 4                                                                 | Austria                                                               | Coppa Internazionale                                                  | -                                                                     |                                                                       |
| 25-3-1934                                                             | Milano                                                                | Italia                                                                | 4 – 0                                                                 | Grecia                                                                | Qual. Mondiali 1934                                                   | 1                                                                     |                                                                       |
| 27-5-1934                                                             | Roma                                                                  | Italia                                                                | 7 – 1                                                                 | Stati Uniti                                                           | Mondiali 1934 - Ottavi di finale                                      | -                                                                     |                                                                       |
| Totale                                                                |                                                                       | Presenze                                                              | 6                                                                     |                                                                       | Reti                                                                  | 1                                                                     |                                                                       |

## Palmarès

### Club
- Campionato paulista: 3

Paulistano: 1928, 1929, 1930

### Nazionale
- Campionato mondiale: 1

Italia: Italia 1934
- Coppa Internazionale: 1

Italia: 1933-1935